# Bibb County (Alabama)
Bibb County je okres ve státě Alabama v USA. K roku 2010 zde žilo 22 915 obyvatel. Správním městem okresu je Centreville. Celková rozloha okresu činí 1 622 km².

## Sousední okresy
| Růžice kompasu | Tuscaloosa County          | Jefferson County | Shelby County  | Růžice kompasu |
| Růžice kompasu | Sever                      |                  |                | Růžice kompasu |
| Růžice kompasu | Bibb County (Alabama)      |                  |                | Růžice kompasu |
| Růžice kompasu | Jih                        |                  |                | Růžice kompasu |
| Růžice kompasu | Perry County a Hale County |                  | Chilton County | Růžice kompasu |